# Арборг (Манитоба)
Арборг (англ. Arborg) — город в области Интерлейк провинции Манитоба в Канаде.

## История
Поселение основано иммигрантами из Исландии на берегу реки Айслэндик в 80-х годах XIX века и первоначально носило название Аурдаль (исл. Árdal), что значит „Речная долина“. В 1910 году, когда поселения достигла Канадская тихоокеанская железная дорога, название изменилось на Аурборг (исл. Árborg) — „Речной город“. В 1908 году в город начали прибывать переселенцы из Польши и Украины.

## Экономика и туризм
С 2008 года в городе функционирует музей этнографии «Arborg & District Multicultural Heritage Village».

## Население
Согласно переписи 2011 года, население города составляет 1152 человек.